# Старый город (Варшава)
Варшавский Старый город (пол. Stare Miasto, разг. пол. «Starówka») — старейший исторический район Варшавы. Ограничен старыми городскими стенами и руслом уже не существующей речки Камёнка (под современной улицей Бжозова), одного из притоков Вислы, и улицами Grodzka, Mostowa и Podwale. Старый город — одна из самых известных туристических достопримечательностей Варшавы.
Центром Старого города служит Рыночная площадь с ресторанами, кафе и магазинами. Окружающие улицы богаты средневековой архитектурой: в числе прочего здесь находятся городские стены, Варшавский барбакан и Собор Святого Иоанна Крестителя.

## История

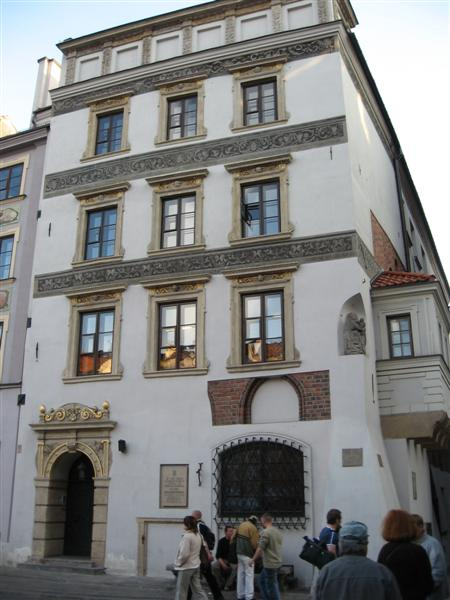
Дом мазовецких князей, построенный в 1466 году.

Старый город Варшавы был основан в XIII веке. Первоначально окружённый земляным валом, в 1339 году он был обнесён кирпичными городскими стенами. Сначала город рос вокруг замка князей Мазовии, который позднее стал именоваться Королевским замком. Рыночная площадь Старого города (Rynek Starego Miasta) была заложена в конце XIII-начале XIV века, вдоль главной дороги, соединяющей Королевский замок с Новым городом на севере.

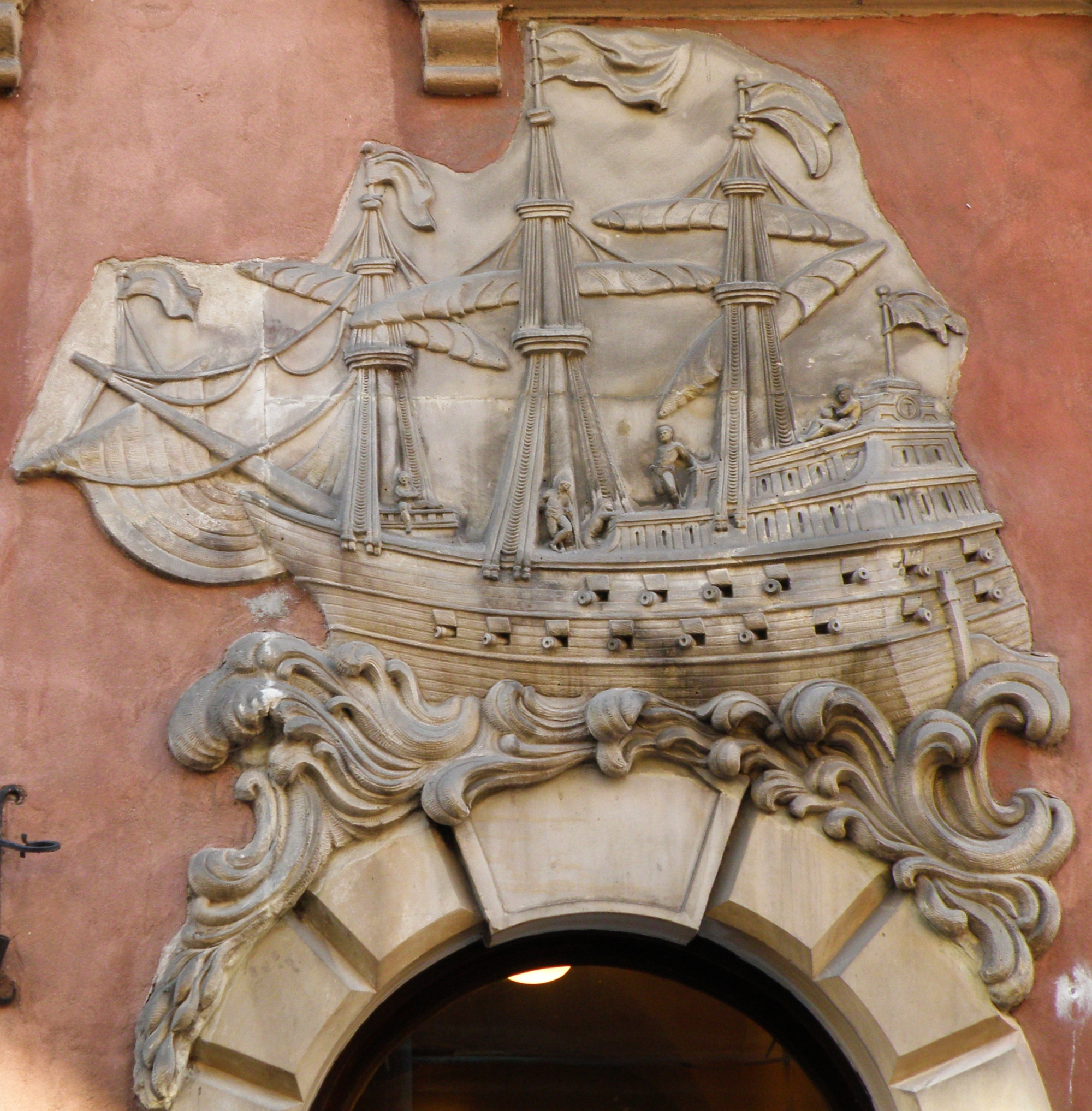
Портал дома в стиле Рококо с изображением галеона, на улице Свитоянска, начало XVIII века

До 1817 года наиболее заметной достопримечательностью Старого города служило здание ратуши, построенное до 1429 года. В 1701 году Рыночная площадь была перестроена Тильманом ван Гамеренем, а в 1817 году ратуша была снесена. С XIX века четыре стороны этой площади стали носить имена четырёх знаменитых поляков, когда-либо живших на соответствующих сторонах: Игнация Закшевского (юг), Гуго Коллонтая (запад), Яна Декерта (север) и Францишека Барсса (восток).
В 1918 году Королевский дворец вновь стал служить резиденцией высшего руководства Польши: президента Польши и его канцелярии. В конце 1930-х годов, во время управления городом президентом Стефаном Старшиньским, муниципальные власти начали реконструкцию Старого города для восстановления его былой славы. Барбакан и Старая рыночная площадь города были частично восстановлены. Эти усилия, однако, не были доведены до конца из-за начала Второй мировой войны.
Во время вторжения в Польшу (1939) большая часть района очень сильно пострадала от атак немецких люфтваффе, направленных в том числе и на жилые районы города и исторические достопримечательности. После окончания осады Варшавы 1939 года часть Старого города была восстановлена, но сразу же после Варшавского восстания (август-октябрь 1944 г.) немцы подвергнули Старый город систематическому спланированному уничтожению. О восстании напоминает «Памятник юному повстанцу», в настоящее время установленный у средневековой городской стены Старого города.
После Второй мировой войны Старый город был тщательно восстановлен. Там, где это было возможно, использовали кирпичи из оригинальных зданий. Щебень от руин многократно просеивали для поиска декоративных элементов и их осколков, которые затем возвращали на их прежние места. В качестве основных источников в восстановлении облика Старого города использовались ведуты Каналетто XVIII века, а также предвоенные чертежи учащихся на архитекторов студентов.

## Площади

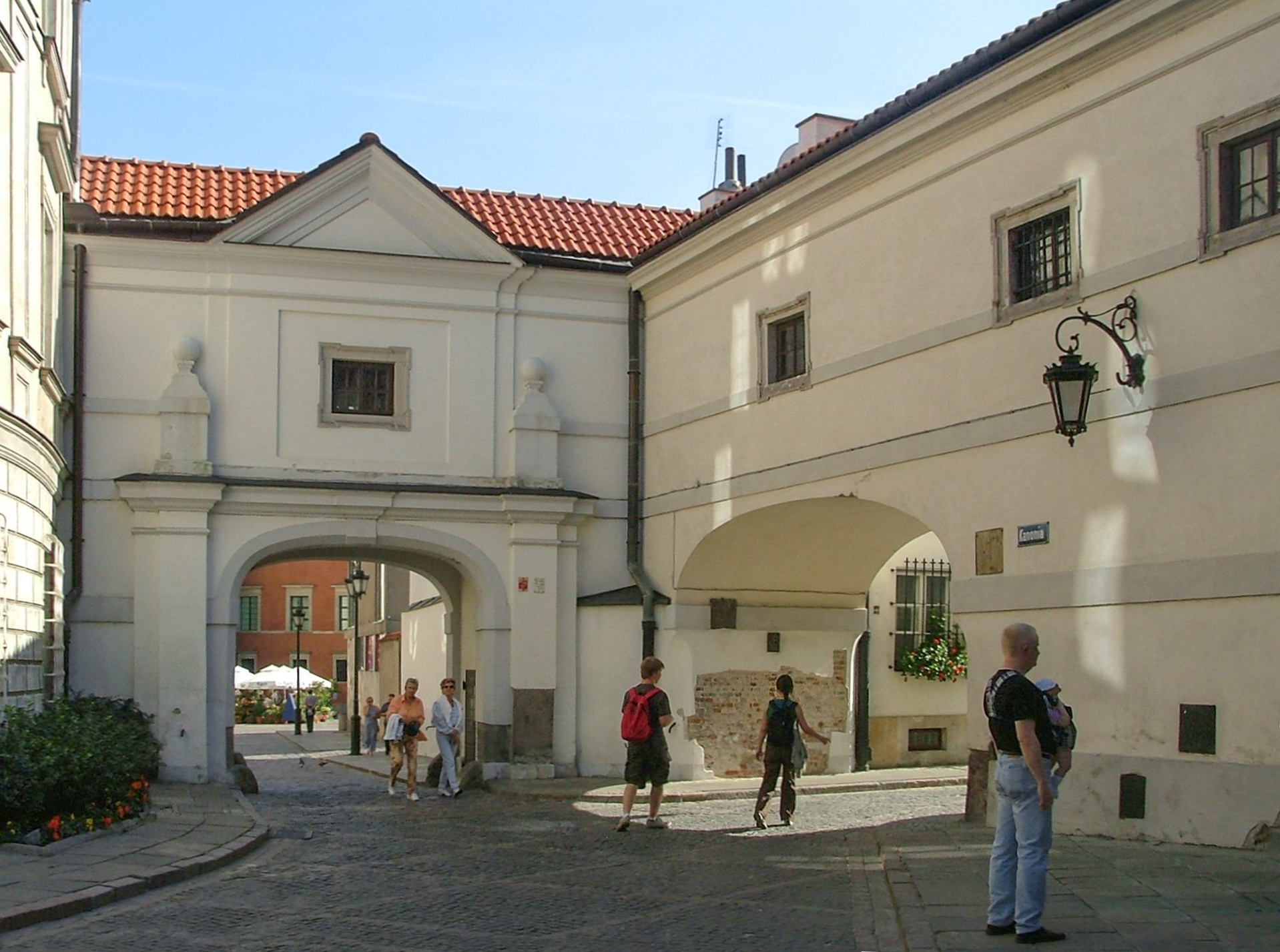
Коридор королевы Анны, соединявший Королевский дворец. с Собором Святого Иоанна Крестителя, XVI век. Реконструкция.

Рыночная площадь Старого города (Rynek Starego Miasta), известная с конца XIII столетия, считается сердцем Старого города, а до конца XVIII — и всей Варшавы. Здесь представители ремесленных цехов и купеческих гильдий собирались в ратуше (возведённой до 1429 г. и снесённой в 1817 году), также проводились ярмарки и другие общественные события. Окружающие здания были построены в готическом стиле и существовали до большого пожара 1607 года, позднее они были восстановлены уже в стиле ренессанса и ещё позднее — в стиле барокко архитектором Тильманом ван Гамеренем в 1701 году.
Замковая площадь (plac Zamkowy) — первое, что видят посетители Старого города, двигаясь к нему от более современного центра Варшавы. Площадь расположена между самим Старым городом и королевским дворцом. С южной стороны треугольная площадь была ограничена крепостной стеной и Краковскими воротами. Над площадью возносится Колонна короля Сигизмунда в Варшаве. Площадь развивалась с начала XIV столетия и достигла своей славы в XVII веке, когда Варшава стала столицей Польского государства. В 1644 году король Владислав IV возвёл колонну на площади в честь своего отца Сигизмунда III, перенёсшего столицу из Кракова в Варшаву.
Площадь Канония (plac Kanonia), позади Собора Святого Иоанна Крестителя — маленькая треугольная площадь. Название площади берёт своё начало в XVII веке от располагавшихся на ней домов с жившими в них священниками-канониками варшавского капитула. Многие из них были достаточно выдающимися личностями, к примеру Станислав Сташица, соавтор Конституции 3 мая 1791 года. Ранее это место служило приходским кладбищем, о чём свидетельствует сохранившаяся на площади фигура Богоматери в стиле барокко XVIII столетия. В центре площади стоит бронзовый колокол, который подскарбий Ян Николай Данилович пожертвовал в 1646 году для иезуитской церкви в Ярославе. Колокол был отлит в 1646 году Даниэлем Тимом, архитектором Колонны Сигизмунда. На площади в конце XVI века был воздвигнут крытый переход для королевы Анны из Королевского дворца в Собор Святого Иоанна Крестителя и позднее в 1620-е годы расширен после неудачного покушения 1620 года на короля Сигизмунда III, когда тот входил в собор. Также здесь находится варшавский «тонкий дом».

## Список Всемирного наследия ЮНЕСКО
Варшавский Старый город был включён в список Всемирного наследия ЮНЕСКО «как исключительный пример почти полного восстановления исторического периода между XIII—XX веками».